# خوم شلانسکی
خوم شلانسکی (به لهستانی:  Chełm Śląski) یک روستا در لهستان است که در گمینا خوم شلانسکی واقع شده‌است. خوم شلانسکی ۵٬۶۴۶ نفر جمعیت دارد.